# Therobia insularis
Therobia insularis är en tvåvingeart som först beskrevs av Seguy 1947.  Therobia insularis ingår i släktet Therobia och familjen parasitflugor. Inga underarter finns listade i Catalogue of Life.